# صبح خلاق
صبح خلاق (به انگلیسی: CreativeMornings) عنوان رویدادی بین‌المللی است که در بیش از ۲۴۵ شهر در سراسر جهان و در بیش از ۷۴ کشور برگزار می‌شود و هدف آن ایجاد بسترهای لازم برای شکوفایی خلاقیت در بین جامعه است.
این رویداد در سال ۲۰۰۸ توسط تینا راث ایزنبرگ، طراح سوئیسی پایه‌گذاری شد.
این رویداد در یک جمعه از هر ماه میلادی برگزار می‌شود و افراد به صورت رایگان و آزاد با ثبت نام در وب‌سایت رسمی، در آن شرکت می‌کنند.
صبح خلاق هر ماه بر پایه یک موضوع (تم) بین‌المللی برگزار می‌شود و تمام شهرهای عضو، در آن ماه از یک یا دو سخنران دعوت می‌کنند تا به مدت ۲۰ دقیقه در خصوص آن موضوع صحبت کند. این موضوعات نیز توسط شهرهای عضو به ترتیب عضویت پیشنهاد داده می‌شود. افراد پس از صرف صبحانه، با حضور در سخنرانی از مطالب مطرح شده استفاده کرده و می‌توانند پاسخ سوالات خود را از زبان سخنران بشنوند.

## رویداد صبح خلاق در ایران

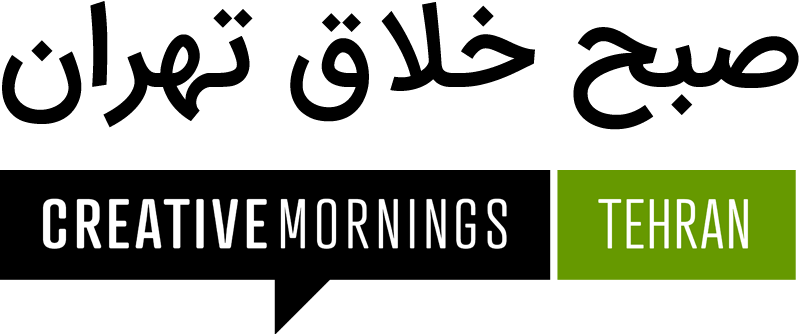
نشان‌واره (لوگو) رویداد صبح خلاق تهران

### صبح خلاق تهران
از اسفند ۱۳۹۵ گروهی در تهران به سرپرستی عباد غفوری نمایندگی برگزاری این رویداد را دریافت کرده‌اند و از اردیبهشت ۱۳۹۶ به صورت متوالی در یک جمعه از هر ماه، این رویداد را برگزار کردند.

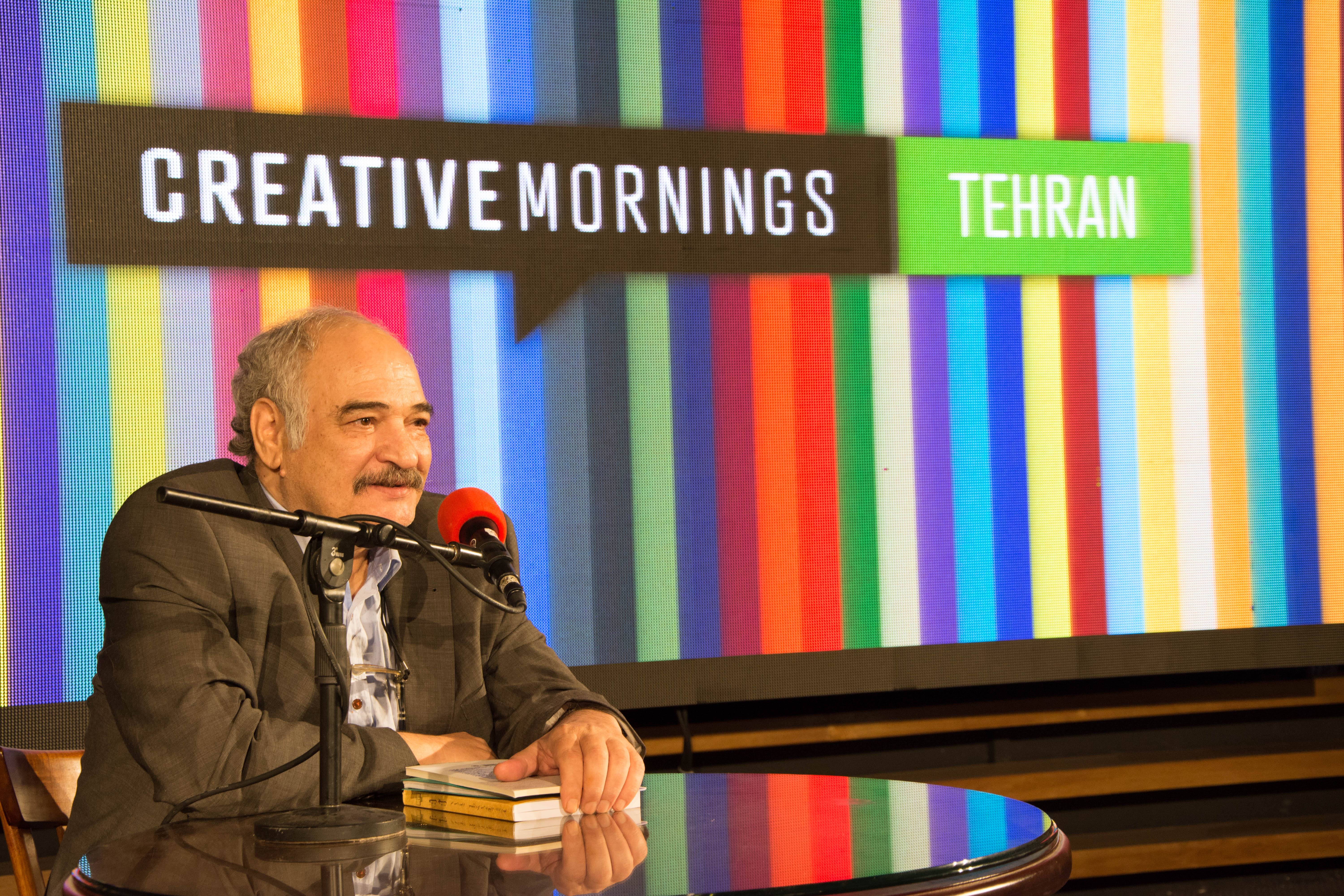
سخنرانی محمدرضا عبدالملکیان در دومین رویداد صبح خلاق تهران

این رویداد در تهران در یک جمعه از هر ماه میلادی برگزار می‌شود و تاکنون ۲۱ دوره از این رویداد در تهران برگزار شده‌است. صبح خلاق تهران شاهد سخنرانی افراد مطرحی از جامعه از جمله امیرهوتن هاشمی، محمدرضا عبدالملکیان، لیلا قاسم‌زاده، شیما قوشه، حسن عشایری، پرویز پرستویی، کوروش قاضی‌مراد، پرواز همای، رضا غیابی، رضا سیاح، مرتضی پورصمدی، مجید کیانپور، هادی حیدری، امیر سقراطی، امیرحسین ماحوزی، سروش صلواتیان، علی اکبر صادقی، محمد درویش، فردین خلعتبری، هیوا سیفی زاده و علی دهباشی بوده‌است.

در اتفاقی بی‌سابقه تمامی بلیت‌های ششمین رویداد صبح خلاق تهران در کمتر از ۷ ثانیه توسط مخاطبان رویداد به صورت آنلاین رزرو شد. بلیت سایر رویدادهای صبح خلاق تهران نیز غالباً در کمتر از ۱-۲ دقیقه رزرو می‌شوند.

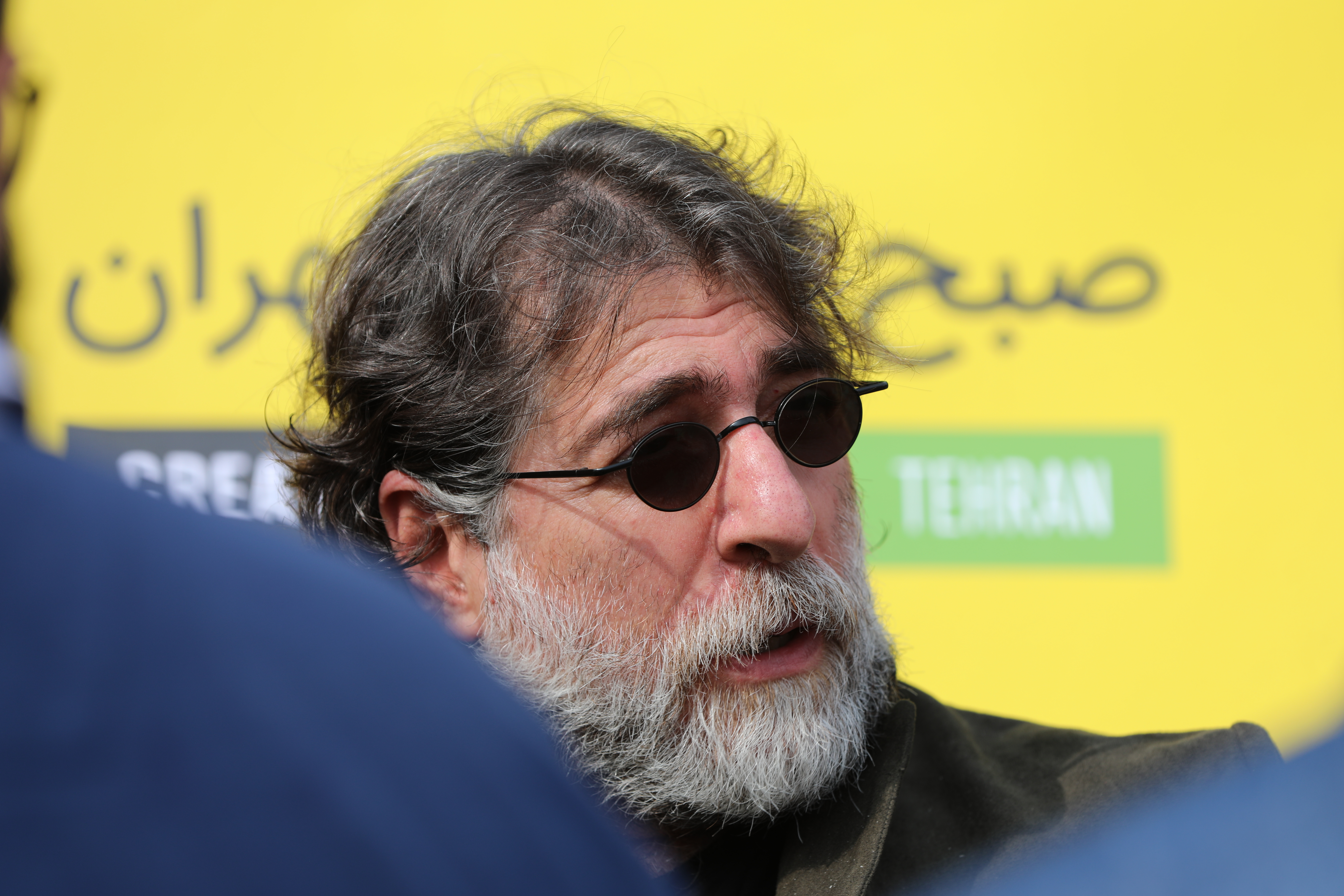
حضور و سخنران فردین خلعتبری در نوزدهمین رویداد صبح خلاق تهران

پس از آبان ۱۳۹۸ و نوزدهمین رویداد، برگزاری رویداد صبح خلاق در شهر تهران ابتدا به جهت همه‌گیری ویروس کرونا و پس از آن به جهت اعتراضات سال ۱۴۰۱، متوقف شد و بیستمین رویداد صبح خلاق تهران پس از وقفه‌ای ۴ ساله در تاریخ ۶ بهمن ۱۴۰۲ با موضوع برخاستن برگزار شد. در هنگام ثبت نام برای رزرو بلیت رویداد این دوره، سایت جهانی رویداد صبح خلاق به دلیل ازدحام جمعیت بازدیدکننده از سرویس‌دهی خارج شد و حدود ۳ ساعت از ساعت ۱۱ الی ۱۳ در دسترس نبود و دریافت بلیت در این دوره با سختی و اختلال مواجه شد.

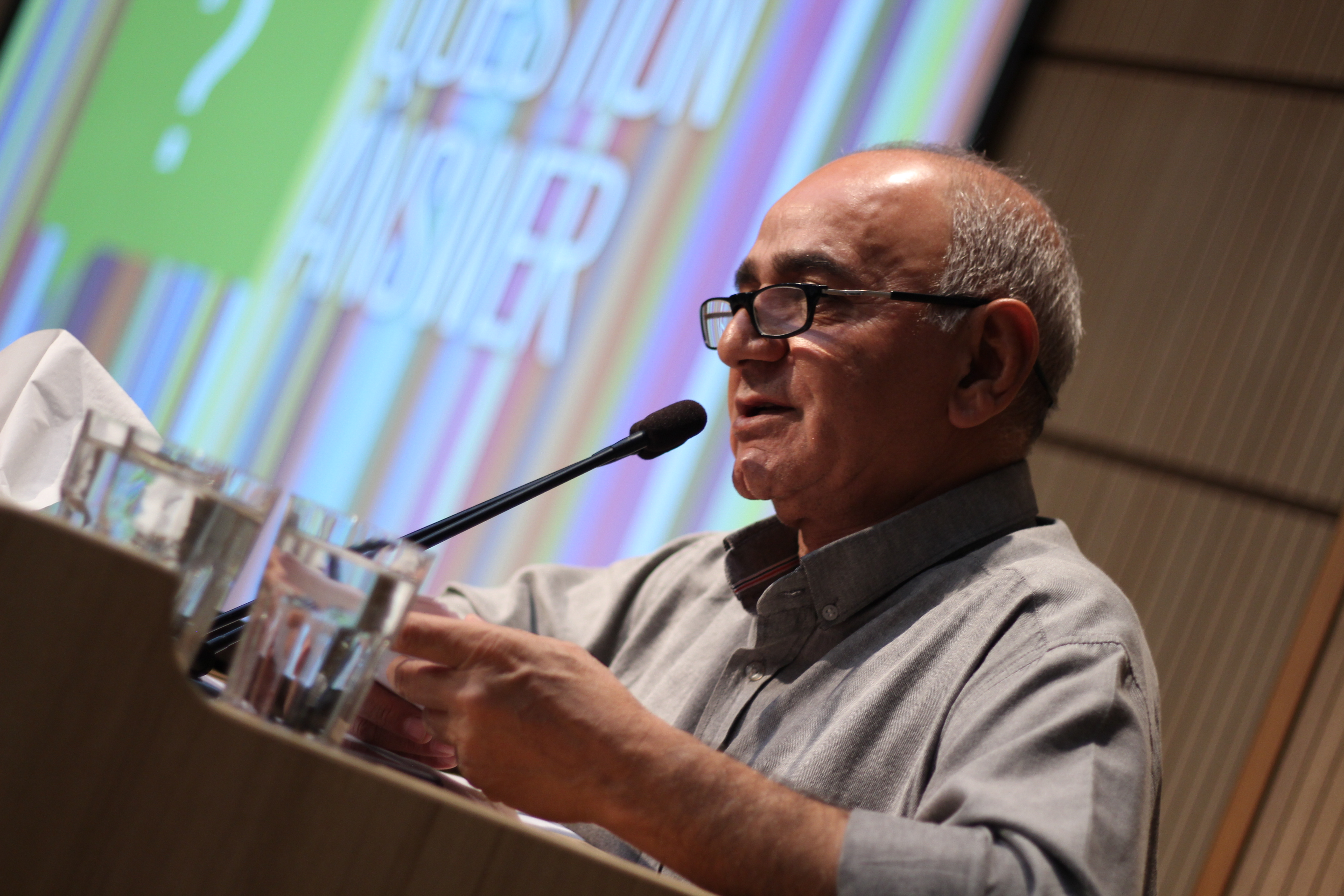
سخنرانی پرویز پرستویی در ششمین رویداد صبح خلاق تهران

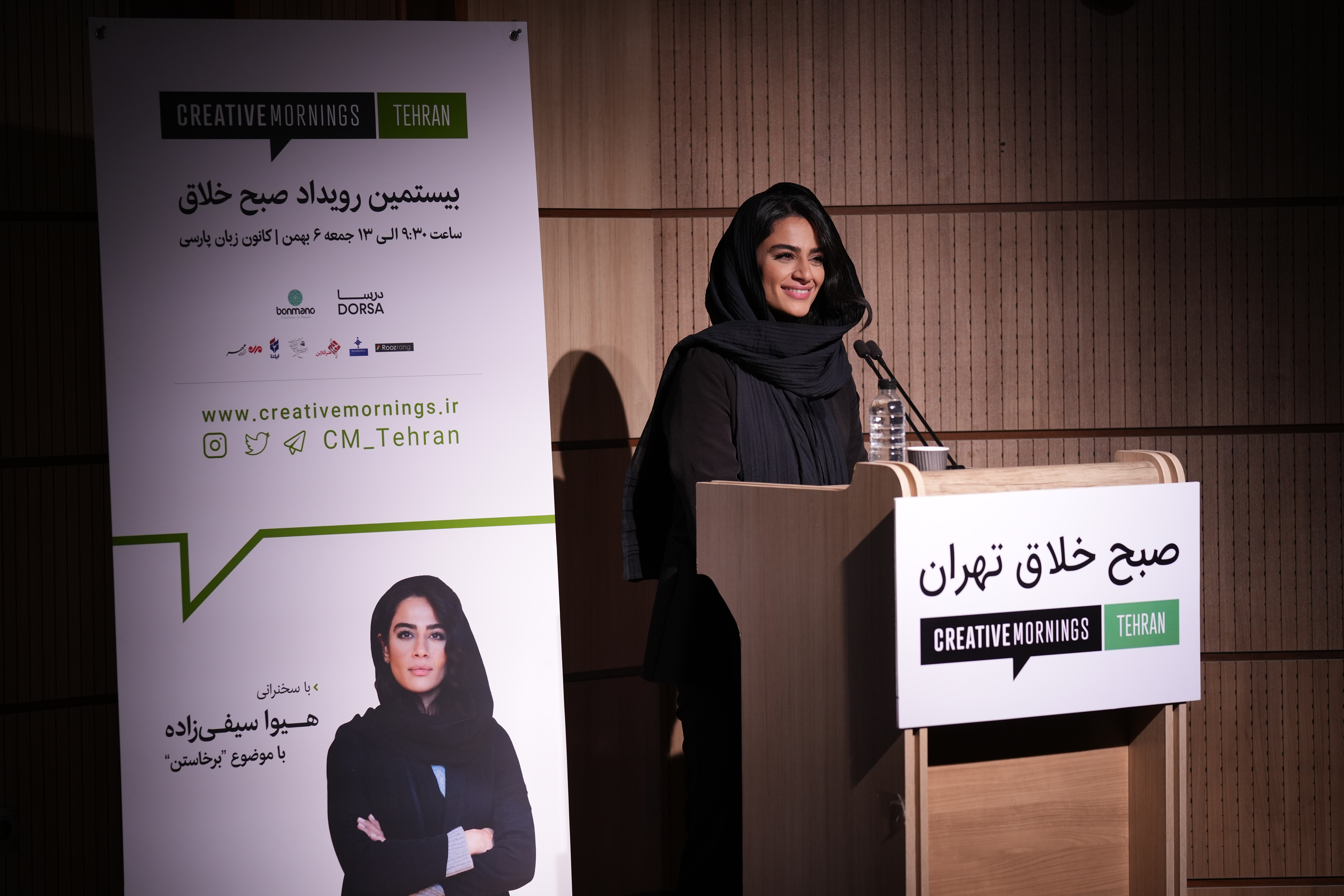
سخنرانی هیوا سیفی زاده در بیستمین رویداد صبح خلاق تهران

#### رویدادهای برگزار شده در صبح خلاق تهران
| شماره دوره | تاریخ برگزاری    | سخنران(ان)                          | موضوع جهانی                    | شهر منبع موضوع ماه   | محل برگزاری                                             | تعداد شرکت‌کنندگان |
| ---------- | ---------------- | ----------------------------------- | ------------------------------ | -------------------- | ------------------------------------------------------- | ----------------- |
| ۱          | ۸ اردیبهشت ۱۳۹۶  | امیر هوتن هاشمی                     | فراتر از انتظار - Beyond       | بنگلور               | سالن فرخی یزدی - باغ موزه قصر، تهران                    | ۱۲۰               |
| ۲          | ۵ خرداد ۱۳۹۶     | محمدرضا عبدالملکیان                 | خوش شانسی اتفاقی - Serendipity | مسکو                 | سالن فرخی یزدی - باغ موزه قصر، تهران                    | ۱۶۰               |
| ۳          | ۱۶ تیر ۱۳۹۶      | لیلا قاسم زاده                      | بقا - Survival                 | بالتیمور             | سالن کانون زبان پارسی - موقوفات دکتر محمود افشار، تهران | ۲۰۰               |
| ۴          | ۶ مرداد ۱۳۹۶     | شیما قوشه                           | برابری - Equality              | ژوهانسبورگ           | سالن کانون زبان پارسی - موقوفات دکتر محمود افشار، تهران | ۲۰۰               |
| ۵          | ۳ شهریور ۱۳۹۶    | حسن عشایری                          | نبوغ - Genius                  | گوادالاخارا، خالیسکو | سالن کانون زبان پارسی - موقوفات دکتر محمود افشار، تهران | ۲۵۰               |
| ۶          | ۳۱ شهریور ۱۳۹۶   | پرویز پرستویی                       | همدردی - Compassion            | هلسینکی              | سالن کانون زبان پارسی - موقوفات دکتر محمود افشار، تهران | ۳۷۰               |
| ۷          | ۱۲ آبان ۱۳۹۶     | کوروش قاضی مراد                     | پیشگام - Pioneer               | دنور                 | سالن اصلی برج آزادی، تهران                              | ۳۰۰               |
| ۸          | ۸ دی ۱۳۹۶        | پرواز همای                          | زمینه - Context                | مینیاپولیس           | سالن پژوهشکده فرهنگ و هنر،‌ تهران                        | ۳۷۰               |
| ۹          | ۶ بهمن ۱۳۹۶      | رضا غیابی                           | تشویش - Anxiety                | بخارست               | سالن اصلی برج آزادی، تهران                              | ۴۰۰               |
| ۱۰         | ۴ اسفند ۱۳۹۶     | رضا سیاح                            | کنجکاوی - Curiosity            | مالمو                | سالن سینما پردیس قلهک، تهران                            | ۴۰۰               |
| ۱۱         | ۲۱ اردیبهشت ۱۳۹۷ | چندین سخنران (تولد یک سالگی رویداد) | بازی - Game                    | لیژ                  | سالن پژوهشکده فرهنگ و هنر،‌ تهران                        | ۷۰۰               |
| ۱۲         | ۱۵ تیر ۱۳۹۷      | هادی حیدری - امیر سقراطی            | مهارت دستی - Craft             | بمبئی                | نمایشگاه اینوتکس، تهران                                 | ۲۰۰               |
| ۱۳         | ۱۹ مرداد ۱۳۹۷    | مرتضی پورصمدی                       | نیت - Intention                | نشویل، تنسی          | سالن سینما پردیس قلهک، تهران                            | ۴۰۰               |
| ۱۴         | ۴ آبان ۱۳۹۷      | محمود شهریاری - مجید کیانپور        | صداقت - Honesty                | کاردیف               | سالن سینما پردیس قلهک، تهران                            | ۴۷۰               |
| ۱۵         | ۹ آذر ۱۳۹۷       | امیرحسین ماحوزی - سروش صلواتیان     | شروع مجدد - Restart            | کلن                  | سالن سینما آستارا، تهران                                | ۷۵۰               |
| ۱۶         | ۱۲ بهمن ۱۳۹۷     | علی اکبر صادقی                      | سورئال - Surreal               | بروکسل               | سالن سینما پردیس قلهک، تهران                            | ۶۰۰               |
| ۱۷         | ۳۰ فروردین ۱۳۹۸  | محمد درویش                          | آب - Water                     | پرث                  | سالن سینما پردیس قلهک، تهران                            | ۴۰۰               |
| ۱۸         | ۲۵ مرداد ۱۳۹۸    | چندین سخنران (تولد دو سالگی رویداد) | عدالت - Justice                | براتیسلاوا           | سالن سینما آستارا، تهران                                | ۸۰۰               |
| ۱۹         | ۳ آبان ۱۳۹۸      | فردین خلعتبری                       | جریان - Flow                   | مکزیکوسیتی           | سالن سینما پردیس قلهک، تهران                            | ۵۰۰               |
| ۲۰         | ۶ بهمن ۱۴۰۲      | هیوا سیفی زاده                      | برخاستن - Rise                 | سن پترزبورگ، فلوریدا | سالن کانون زبان پارسی - موقوفات دکتر محمود افشار، تهران | ۴۰۰               |
| ۲۱         | ۹ اسفند ۱۴۰۳     | علی دهباشی                          | لایه‌ها - Layers                | لوزان، سوئیس         | سالن پژوهشکده فرهنگ و هنر،‌ تهران                        | ۴۰۰               |

### صبح خلاقتبریز
صبح‌های خلاق تبریز از ۳۰ مهر ماه سال ۱۳۹۳ فعالیت خود را آغاز کرد. این رویداد توسط دپارتمان ایونت گروه گپ در تبریز برگزار می‌شد که به عنوان نود و دومین شهر در جهان موفق به دریافت نمایندگی این رویداد بین‌المللی گشت.
در میان سخنرانان این رویداد چهره‌هایی نظیر آیدین آغداشلو، کریم زینتی، ایرج میرزاعلیخانی، عظیم قیچی‌ساز، بهرام آشفته و محمدصادق ذاکرحمیدی به چشم می‌خورند.
صبح خلاق تبریز اکنون فعالیت خود را متوقف کرده است و رویدادی در آن برگزار نمی‌شود.

### صبح خلاقاصفهان

هشتمین رویداد صبح‌خلاق اصفهان در پردیس سینمایی اصفهان سیتی‌سنتر

در شهریورماه ۱۳۹۷ کارهای دریافت مجوز برگزاری این رویداد در شهر اصفهان آغاز شد و پس از طی شدن مراحل گوناگون در مهر ماه ۱۳۹۷، اصفهان نیز (به عنوان سومین شهر ایران) با سرپرستی امین زمانی به شهرهای برگزارکننده‌ی صبح‌خلاق در دنیا اضافه شد.
اولین رویداد صبح خلاق اصفهان در تاریخ ۲ آذر ۱۳۹۷ با سخنرانی فرید شکریه در شهرکتاب اصفهان برگزار شد.
در رویداد صبح‌خلاق اصفهان تاکنون اشخاصی مانند احسان حسینی، آوا حدادی، محسن صفوی‌فر، محمد کرمانی، احمدرضا میرمقتدایی، محسن طاهری، مسعود عظیمی‌فر، قاضی امین تویسرکانی، والا یزدانی و رسول کمالی سخنرانی داشته‌اند.
تا کنون بیش از ۱۷۰۰ نفر در رویدادهای صبح خلاق اصفهان شرکت داشته‌اند.
درحال حاضر این رویداد هر ماه در یک صبح جمعه، در شهر اصفهان برگزار می‌گردد.